# Netelia picta
Netelia picta là một loài tò vò trong họ Ichneumonidae.